# Resolutie 871 Veiligheidsraad Verenigde Naties
Resolutie 871 van de Veiligheidsraad van de Verenigde Naties werd unaniem aangenomen op 4 oktober 1993.

## Achtergrond
In 1980 overleed de Joegoslavische leider Tito, die decennialang de bindende kracht was geweest tussen de zes deelstaten van het land. Na zijn dood kende het nationalisme een sterke opmars, en in 1991 verklaarden verschillende deelstaten zich onafhankelijk. Hierdoor brak er een burgeroorlog uit met minderheden die tegen onafhankelijkheid waren in de deelstaten, en met het Volksleger.

## Inhoud

### Waarnemingen
De Veiligheidsraad:
- bevestigt resolutie 743 en volgende over UNPROFOR;
- bevestigt ook resolutie 713;
- overwoog het rapport van de secretaris-generaal;
- overwoog de brief van Kroatië;
- is bezorgd dat het vredesplan voor en de VN-resoluties over Kroatië nog niet volledig werden uitgevoerd;
- is vastberaden om de veiligheid en bewegingsvrijheid van UNPROFOR te verzekeren.

### Handelingen
De Veiligheidsraad nam nota van de intentie van de secretaris-generaal om drie ondergeschikte commando's onder te
brengen in UNPROFOR:
- UNPROFOR (Kroatië)
- UNPROFOR (Bosnië en Herzegovina)
- UNPROFOR (voormalige Joegoslavische Republiek Macedonië)

De raad benadrukte ook het belang van het vredesplan voor Kroatië en verklaarde dat de niet-naleving ervan ernstige gevolgen zou hebben. Er werd ook opgeroepen tot een staakt-het-vuren tussen Kroatië en de Servische autoriteiten in de VN-Beschermde Gebieden. Ook was het belangrijk dat er vertrouwen werd opgebouwd door onder meer de stroom- en watertoevoer te herstellen en spoor- en autowegen te heropenen.
De Veiligheidsraad autoriseerde UNPROFOR om maatregelen ter zelfverdediging, waaronder geweld, te nemen om haar veiligheid en bewegingsvrijheid te verzekeren. Ook zou de raad de uitbreiding van de luchtsteun aan UNPROFOR serieus opnieuw bekijken. Verder werd het mandaat van de missie verlengd tot 31 maart 1994.
Secretaris-generaal Boutros Boutros-Ghali werd ten slotte gevraagd binnen twee maanden te rapporteren over de vooruitgang bij het uitvoeren van het VN-vredesplan voor Kroatië en om de Veiligheidsraad op de hoogte te houden over de uitvoering van het mandaat van UNPROFOR.

## Verwante resoluties
- Resolutie 869 Veiligheidsraad Verenigde Naties
- Resolutie 870 Veiligheidsraad Verenigde Naties
- Resolutie 877 Veiligheidsraad Verenigde Naties
- Resolutie 900 Veiligheidsraad Verenigde Naties (1994)

Lijst ·  800 ·  801 ·  802 ·  803 ·  804 ·  805 ·  806 ·  807 ·  808 ·  809 ·  810 ·  811 ·  812 ·  813 ·  814 ·  815 ·  816 ·  817 ·  818 ·  819 ·  820 ·  821 ·  822 ·  823 ·  824 ·  825 ·  826 ·  827 ·  828 ·  829 ·  830 ·  831 ·  832 ·  833 ·  834 ·  835 ·  836 ·  837 ·  838 ·  839 ·  840 ·  841 ·  842 ·  843 ·  844 ·  845 ·  846 ·  847 ·  848 ·  849 ·  850 ·  851 ·  852 ·  853 ·  854 ·  855 ·  856 ·  857 ·  858 ·  859 ·  860 ·  861 ·  862 ·  863 ·  864 ·  865 ·  866 ·  867 ·  868 ·  869 ·  870 ·  871 ·  872 ·  873 ·  874 ·  875 ·  876 ·  877 ·  878 ·  879 ·  880 ·  881 ·  882 ·  883 ·  884 ·  885 ·  886 ·  887 ·  888 ·  889 ·  890 ·  891 ·  892